# Clyde Kluckhohn
Clyde Kluckhohn [klajd klyk´hón] (11. ledna 1905 Le Mars, Iowa – 28. července 1960 v blízkosti Santa Fe, New Mexico) byl americký kulturní antropolog, známý hlavně svými výzkumy kultury kmene Navajo a příspěvkem k teorii kultury vůbec.

## Život
Kluckhohn se zapsal ke studiu práva na Princeton University, pro zdravotní obtíže musel ale studia přerušit a odjel na ranč svého strýce do New Mexico, kde se seznámil s okolními indiány Navajo, naučil se jejich jazyk a zamiloval si jejich kulturu. Trávil měsíce na osamělých toulkách na koni a napsal o tom dvě velmi populární knížky. Studoval řečtinu na University of Wisconsin a v letech 1928–1930 klasické jazyky v Oxfordu a další dva roky antropologii na univerzitě ve Vídni, kde se seznámil také s psychoanalýzou. V letech 1932–1934 přednášel na University of New Mexico a v roce 1936 získal doktorát z antropologie na Harvardu, kde byl pak až do své smrti profesorem sociální antropologie. Zemřel při výzkumu v New Mexico. Od roku 1947 vedl také výzkum ruské a sovětské společnosti a věnoval se současným společenským problémům. Byl také předsedou Americké antropologické společnosti.

## Dílo a význam
Kluckhohn je představitelem konfiguracionismu, antropologického směru, který zkoumá vzorce chování i hodnot, charakteristické pro každou kulturu. Kluckhohnův hlavní zájem se týkal charakteristických hodnotových orientací různých kultur, které zkoumal a porovnával hlavně mezi indiány, Hispánci a Anglosasy v New Mexico. Soustředil se na porovnávání základních názorů a postojů k pěti klíčovým otázkám:
1. lidská přirozenost (lidé jsou dobří, špatní, různí),
2. vztah k přírodě (podřízený, panující, harmonický)
3. vztah k času (důraz na minulost a tradice, na přítomný okamžik, na budoucí prospěch)
4. hodnocení aktivity a pasivity
5. typ společenských vztahů (hierarchické, kolektivně rovnostářské, individualistické).

Jeho nejznámější dílo je Mirror of man (1944).